# اتفاقية حفر الباطن 1990
اتفاقية حفر الباطن 1990 هي اتفاقية حدودية وقِّعت بين المملكة العربية السعودية وسلطنة عمان في حفر الباطن 20 مارس 1990.

## الاتفاقية
الاتفاقية الحدودية وقعت من قبل الملك فهد بن عبدالعزيز وسلطان عمان قابوس بن سعيد في مدينة حفر الباطن في 24 مارس 1990، لتحديد الحدود بين البلدين بحيث تبدأ من نقطة بالقرب من أم الزمول وحتى نقطة التقاء الحدود العمانية اليمنية. وبعد خمسة سنوات من إعداد المواصفات الفنية واجراء المسوحات الجوية والأرضية وإنشاء العلامات الخرسانية لنقاط الحدود وانتاج الخرائط، تم توقيع الخرائط الحدودية بين المملكة العربية السعودية وسلطنة عمان في الرياض عام 1995.